# Coupe du monde de ski de vitesse
La coupe du monde de ski de vitesse est gérée par la FIS. Elle établit le classement général des skieurs à l'issue de chaque saison. Le vainqueur se voit remettre le globe de cristal, l'une des distinctions suprêmes dans la carrière de ces athlètes.

## Système de points
Le vainqueur d'une épreuve de coupe du monde se voit attribuer 100 points pour le classement général. Les skieurs classés aux trente premières places remportent des points.
| Place  | 1er | 2e | 3e | 4e | 5e | 6e | 7e | 8e | 9e | 10e | 11e | 12e | 13e | 14e | 15e | 16e | 17e | 18e | 19e | 20e | 21e | 22e | 23e | 24e | 25e | 26e | 27e | 28e | 29e | 30e |
| ------ | --- | -- | -- | -- | -- | -- | -- | -- | -- | --- | --- | --- | --- | --- | --- | --- | --- | --- | --- | --- | --- | --- | --- | --- | --- | --- | --- | --- | --- | --- |
| Points | 100 | 80 | 60 | 50 | 45 | 40 | 36 | 32 | 29 | 26  | 24  | 22  | 20  | 18  | 16  | 15  | 14  | 13  | 12  | 11  | 10  | 9   | 8   | 7   | 6   | 5   | 4   | 3   | 2   | 1   |

## Palmarès

### Hommes
| Édition | Or                   | Argent               | Bronze               |
| ------- | -------------------- | -------------------- | -------------------- |
| 2002    | Philippe May         | Tuuka Kempainen      | Jukka Viitasaari     |
| 2003    | John Hembel          | Holle Larsson        | Philippe May         |
| 2004    | Simone Origone       | Jonathan Moret       | Philippe May         |
| 2005    | Simone Origone       | Jonathan Moret       | Philippe May         |
| 2006    | Simone Origone       | Philippe May         | Roger Wickman        |
| 2007    | Simone Origone       | Ivan Origone         | Philippe May         |
| 2008    | Ivan Origone         | Simone Origone       | Philippe May         |
| 2009    | Simone Origone       | Philippe May         | Bastien Montes       |
| 2010    | Simone Origone       | Ivan Origone         | Philippe May         |
| 2011    | Simone Origone       | Ivan Origone         | Christian Jansson    |
| 2012    | Klaus Schrottshammer | Ivan Origone         | Philippe May         |
| 2013    | Simone Origone       | Ivan Origone         | Klaus Schrottshammer |
| 2014    | Klaus Schrottshammer | Ivan Origone         | Simone Origone       |
| 2015    | Ivan Origone         | Klaus Schrottshammer | Christian Jansson    |
| 2016    | Simone Origone       | Ivan Origone         | Klaus Schrottshammer |
| 2017    | Bastien Montes       | Simone Origone       | Klaus Schrottshammer |
| 2018    | Simone Origone       | Manuel Kramer        | Bastien Montes       |
| 2019    | Simone Origone       | Manuel Kramer        | Simon Billy          |
| 2020    | Simone Origone       | Simon Billy          | Manuel Kramer        |
| 2021    | Simon Billy          | Simone Origone       | Manuel Kramer        |
| 2022    | Simone Origone       | Simon Billy          | Bastien Montes       |
| 2023    | Simone Origone       | Simon Billy          | Radim Palan          |
| 2024    | Simone Origone       | Simon Billy          | Tawny Wagstaff       |

### Femmes
| Édition | Or                | Argent                         | Bronze              |
| ------- | ----------------- | ------------------------------ | ------------------- |
| 2002    | Karine Dubouchet  | Tracie Sachs                   | Elena Banfo         |
| 2003    | Tracie Sachs      | Linda Baginski                 | Jaana Viitasaari    |
| 2004    | Tracie Sachs      | Linda Baginski                 | Elena Banfo         |
| 2005    | Tracie Sachs      | Kati Metsaepelto               | Elena Banfo         |
| 2006    | Tracie Sachs      | Kati Metsaepelto               | Elena Banfo         |
| 2007    | Tracie Sachs      | Anna Karin Modin               | Sanna Tidstrand     |
| 2008    | Sanna Tidstrand   | Karine Dubouchet               | Elena Banfo         |
| 2009    | Sanna Tidstrand   | Karine Dubouchet               | Tracie Sachs        |
| 2010    | Linda Baginski    | Karine Dubouchet               | Elena Banfo         |
| 2011    | Sanna Tidstrand   | Linda Baginski                 | Jennifer Romano     |
| 2012    | Sanna Tidstrand   | Karine Dubouchet               | Liss-Anne Pettersen |
| 2013    | Sanna Tidstrand   | Liss-Anne Pettersen            | Linda Baginski      |
| 2014    | Linda Baginski    | Valentina Greggio              | Karine Dubouchet    |
| 2015    | Valentina Greggio | Karine Dubouchet               | Linda Baginski      |
| 2016    | Valentina Greggio | Lisa Hovland-Udén              | Célia Martinez      |
| 2017    | Valentina Greggio | Britta Backlund Célia Martinez | —                   |
| 2018    | Valentina Greggio | Célia Martinez                 | Britta Backlund     |
| 2019    | Britta Backlund   | Valentina Greggio              | Célia Martinez      |
| 2020    | Britta Backlund   | Valentina Greggio              | Lisa Hovland-Udén   |
| 2021    | Britta Backlund   | Valentina Greggio              | Lisa Hovland-Udén   |
| 2022    | Valentina Greggio | Britta Backlund                | Cléa Martinez       |
| 2023    | Britta Backlund   | Valentina Greggio              | Cléa Martinez       |
| 2024    | Valentina Greggio | Cléa Martinez                  | Mathilda Persson    |